# Poker Face
„Poker Face“ (от английски: „Безизразно лице“) е песен на американската певица Лейди Гага от дебютния ѝ албум „The Fame“. Издадена е на 26 септември 2008 г. като втори сингъл от албума. „Poker Face“ следва стъпките на пилотния сингъл, „Just Dance“, но в по-тъмен музикален тон. Основната идея зад песента е бисексуалността на Гага, а вдъхновение певицата черпи от бившите си гаджета. Текстът на песента съдържа разнообразни сексуални препратки.
Песента добива световна популярност и оставя положително впечатление у критиците, които одобряват роботизираните вокали на Лейди Гага в припева. „Poker Face“ получава статута на най-добре продавания сингъл за 2009 година с над 9,5 млн. продадени копия през годината. С над 14 млн. продажби до днес, се превръща и в един от най-успешните сингли на всички времена. В музикалното видео Гага изпълнява песента в няколко визии и играе стрип покер в частна вила.
Певицата изпълнява песента по време на свои телевизионни гостувания, на церемонии по награждаване, както и на всички свои концертни турнета и дори по време на шоуто на полувремето на Супербоул през 2017 г. „Poker Face“ получава номинации в категориите „Песен на годината“ и „Запис на годината“ за наградите „Грами“ през 2010 г., като печели статуетката за най-добър денс запис.

## Предистория
Песента е написана от Гага и RedOne, който се занимава с продукцията. Певицата разкрива, че е вдъхновена от секса и хазарта. Когато по време на интервю за списание Rolling Stone я питат какво означава фразата „блъфирам с кексчето си“, тя признава, че се пее за вулвата ѝ, добавяйки, че става въпрос за „безизразното лице на вагината“.
По време на свой концерт в Калифорния, Лейди Гага споделя с публиката, че идеята зад песента е нейната бисексуалност, а „безизразното лице“ е необходимо, за да прикрие фантазиите ѝ за жени, докато е в леглото с мъж. Именно затова текстът гласи, че мъжът трябва да разчете безизразното ѝ лице, за да разбере какво се върти в ума ѝ.

## Музикално видео
Видеото, режисирано от Рей Кей и асистента му Антъни Мандлър, е заснето в луксозна вила, собственост на хазартния бранд Bwin. Компанията предоставя и покер оборудване за клипа, в замяна на което получава продуктово позициониране. Видеото е представено на 22 октомври 2008 г. Започва с Лейди Гага, която излиза от басейн, облечена в латексов костюм и огледална маска, с две кучета от породата немски дог до нея. Тя захвърля маската и първият припев започва с близък кадър на Гага в друга визия. Други кадри представят певицата в син бански, заобиколена от танцьори, с които изпълнява хореографията към песента. Следват сцени, в които мъже и жени играят стрип покер, събличат се и се целуват. Преди края на песента, Гага носи легендарните си очила, на чийто екран се изписва фразата „Pop Music Will Never Be Low Brow“ („Поп музиката никога няма да е символ за липса на култура“).
В епизод на своята онлайн видеопоредица, озаглавена „Transmission Gagavision“, Лейди Гага споделя: „Знаех, че исках да е секси и си казах – без панталони, защото това е секси. Исках и да е футуристично и така добавих преекспонираните рамена, защото са ми като запазена марка“. Премиерата на видеото по британското издание на MTV е на 17 февруари 2009 г. В някои държави думите „кексче“ (метафора за вагина), „руска рулетка“ и „пистолет“ са цензурирани.
През юни 2010 г. Лейди Гага предоставя една от огърлиците, които носи в клипа, за търг, който подпомага фондация за борещите се с лупус в САЩ.
Видеото печели редица награди, а към февруари 2021 г. има над 828,2 млн. преглеждания в YouTube канала на певицата.

## Екип
- Лейди Гага – водещи вокали, беквокали, текстописец, продуцент
- RedOne – беквокали, инженер, инструментал, текстописец, продуцент, програмиране
- Джин Грималди – мастеринг
- Робърт Ортън – миксиране
- Дейв Ръсел – инженер